# Noël Aubert de Versé
Noël Aubert de Versé, né vers 1642 - 1645 au Mans et mort en 1714 à Paris,  est un théologien français, dont la croyance se situe entre un protestantisme unitarien et un catholicisme influencé par la Société de l'Oratoire de Jésus et de Marie.

## Biographie
Élevé dans la foi catholique, Noël Aubert de Versé étudie d'abord la médecine à Paris. Après s'être converti à l'Église réformée en 1662, il étudie la théologie à l'Académie protestante de Sedan et à Genève de 1664 à 1666.
Il devient pasteur dans le comté de Bourgogne en 1669 mais est déposé pour socinianisme. Après son retour dans le royaume de France et dans l'Église catholique romaine en 1670, il revient au socinianisme. Il s'enfuit aux Provinces-Unies en 1679 par crainte de la prison, professe le protestantisme et s'éloigne du catholicisme après l'édit de Fontainebleau en 1685. En 1687, après la publication du Tombeau du socinianisme, où il s'oppose à un Dieu omnipotent et infini, il va à Hambourg puis est de nouveau expulsé à Dantzig et en Angleterre. À partir de 1690, il s'installe définitivement en France et revient au catholicisme.

## Œuvres
Ses travaux théologiques sont principalement dirigés contre l'orthodoxie réformée de Pierre Jurieu par exemple. Ils présentent des traits rationalistes. Contre Spinoza, Aubert de Versé enseigne l'existence de la matière incréée, car un monde créé par Dieu ne peut pas contenir d'imperfections.
Deux de ses ouvrages ont été mis à l’Index librorum prohibitorum : L’Avocat des protestants, publié à Amsterdam en 1686, mis à l'index le 9 juillet 1703 ; Le Tombeau du socinianisme, publié à Francfort en 1687, mis à l'index le 12 janvier 1712.
- L'impie convaincu, ou Dissertation contre Spinosa. Dans laquelle on réfute les fondemens de son athéisme, Amsterdam, J. Crelle, 1684, 274 p. (lire en ligne).

édition scientifique : (fr), (it) L'impie convaincu, ou Dissertation contre Spinoza / Noël Aubert de Versé, édition et introduction de  Fiormichele Benigni, Rome, Edizioni di storia e letteratura (coll. « Temi e testi. Sociniana », no  145), 2015, LXXXII-127 p.)  (ISBN 9788863728408).
- Le Protestant pacifique, ou Traité de la paix de l'Eglise ... contre Monsieur Jurieu, par Léon de La Guitonnière (pseudonyme de Noël Aubert de Versé), Amsterdam, G. Taxor, 1684.
- L'avocat des protestans, ou Traité du schisme, dans lequel on justifie la séparation des protestans d'avec l'Eglise romaine], Amsterdam, Pieter Mortier, 1686, 245 p. (lire en ligne).
- Le tombeau du socinianisme, auquel on a ajouté le nouveau visionnaire de Rotterdam, Francfort, Fredric Arnaud, 1687, 191-84 p.
- Traité de la liberté de conscience, ou de l'Autorité des souverains sur la religion des peuples, opposé aux maximes impies de Hobbes et de Spinosa adoptées par le sieur Jurieu, Cologne, Pierre Marteau, 1687.
- L'anti-Socinien, ou Nouvelle apologie de la foi catholique contre les Sociniens et les Calvinistes, Paris, C. Mazuel, 1692, 374 p. lire en ligne).
- La Clef de l'Apocalypse, ou Histoire de l'état de l'Église chrétienne sous la IV. monarchie, Paris, veuve D. Horthemels, 1703, 2 vol.